# عملية دايموند

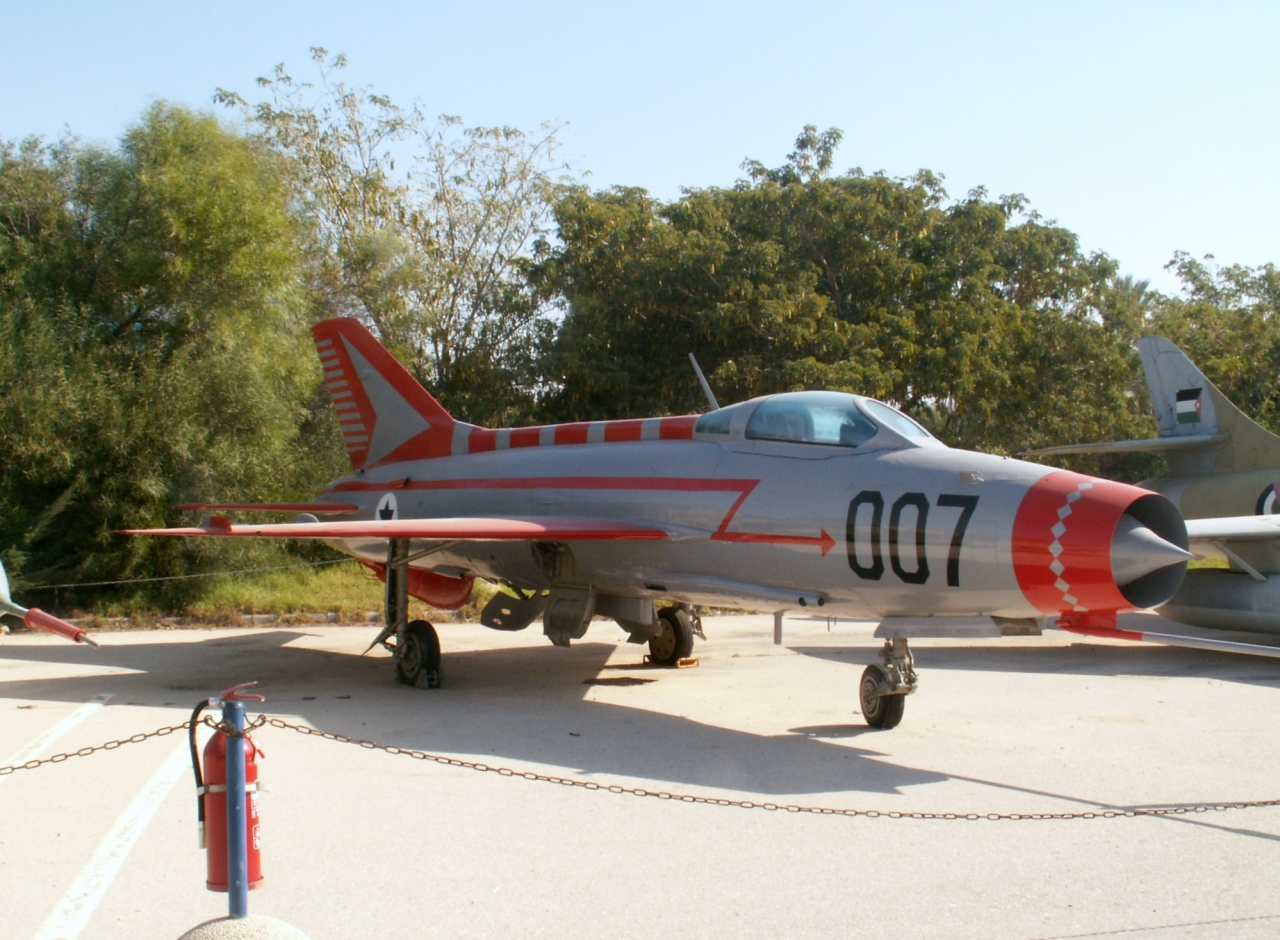
طائرة الميغ-21 التي قادها منير ردفا، موضوع عملية «الماس»، في متحف القوات الجوية الإسرائيلية بـحتسريم

عملية دايموند هي عملية نفذها الموساد بهدف الحصول على طائرة سوفيتية الصنع من طراز ميكويان-جوريفيتش ميغ-21، والتي كانت آنذاك أحدث مقاتلة سوفيتية. بدأت العملية في منتصف عام 1963 وانتهت في 16 أغسطس 1966، عندما هبطت في إسرائيل طائرة ميغ-21 تابعة لـالقوة الجوية العراقية يقودها الطيار العراقي آشوري منشق هو منير ردفا. تمكنت إسرائيل والولايات المتحدة من دراسة تصميم الطائرة.

## التاريخ
بدأ إنتاج الميغ-21 عام 1959، وحصلت مصر وسوريا والعراق على عدد كبير منها.

### المحاولتان الأولى والثانية
كانت المحاولة الأولى للحصول على الطائرة في مصر على يد عميل الموساد جان توماس، حيث كُلف هو وفريقه بالعثور على طيار يقبل مقابل مليون دولار أن يطير بالطائرة إلى إسرائيل. فشلت المحاولة بعد أن أبلغ الطيار المصري أديب حنا السلطات، فتم القبض على توماس ووالده وثلاثة آخرين بتهمة التجسس، وأُعدم توماس واثنان آخران في ديسمبر 1962، فيما حُكم على البقية بالسجن لمدد طويلة.
أما المحاولة الثانية ففشلت أيضاً، حيث لجأ عملاء الموساد إلى الاعتداء على طيارين عراقيين رفضا التعاون معهم لإسكاتهم مؤقتاً.

### النجاح
في عام 1964، تواصل عراقي يهودي يُدعى يوسف مع مسؤولين إسرائيليين في طهران، حيث كانت العلاقات الدبلوماسية قائمة بين إسرائيل وإيران آنذاك. كان يوسف يعمل منذ صغره خادماً لعائلة مارونية، وكانت صديقة صديقته متزوجة من الطيار العراقي منير ردفا. كان ردفا مستاءً لأن أصوله المسيحية تعيق ترقيته في الجيش، كما كان غاضباً من أوامر قصفه للأكراد العراقيين. اعتقد يوسف أن ردفا مستعد لمغادرة العراق.
تمكنت عميلة في الموساد من التقرب من ردفا، فكشف لها أنه يُجبر على الإقامة بعيداً عن أسرته في بغداد، وأن قادته لا يثقون به ويسمحون له بالطيران بخزانات وقود صغيرة فقط بسبب مسيحيته. كما أعرب عن إعجابه بالإسرائيليين "القليلون في مواجهة الكثير من المسلمين".
سافر ردفا إلى أوروبا للقاء عملاء إسرائيليين، حيث تابعه مائير عاميت شخصياً من خلال ثقب في الجدار. عرضت إسرائيل عليه مليون دولار، وجنسية إسرائيلية، ووظيفة دائمة، ووافقت على تهريب عائلته من العراق.
زار ردفا إسرائيل سراً ليتعرف على المطار الذي سيهبط فيه، كما التقى بقائد القوات الجوية الإسرائيلية اللواء مردخاي "موتي" هود لمناقشة خطة الطيران.
أُرسل عدد من عملاء الموساد إلى العراق لتهريب زوجة ردفا، بيتي، وطفليهما (3 و5 سنوات)، ووالديه، وأقارب آخرين. ذهبت بيتي والأطفال إلى باريس لاعتقادها أنه عطلة صيفية، لكنها فوجئت بعرض جواز سفر إسرائيلي جديد عليها، فغضبت وهددت بالاتصال بالسفارة العراقية قبل أن تهدأ.
أما باقي أفراد الأسرة فقد نُقلوا إلى الحدود الإيرانية بمساعدة مقاتلين أكراد، ومن هناك إلى إسرائيل.
جاءت فرصة الانشقاق في 16 أغسطس 1966، حيث كان ردفا يطير فوق شمال الأردن، فتعقبه الرادار الأردني، لكن السوريين أكدوا للأردنيين أن الطائرة سورية في مهمة تدريبية.
عند وصوله إلى أجواء إسرائيل، اعترضته مقاتلتان من طراز داسو ميراج الثالثة رافقتاه إلى حتسور، وقال لاحقاً في مؤتمر صحفي إنه هبط على "آخر قطرة وقود".

#### منير ردفا
كان منير ردفا (1934 – قرابة 1998) طياراً مقاتلاً عراقياً، ومن القلة الذين وثق بهم النظام بعد انقلاب 14 تموز 1958 ليقودوا طائرات الميغ-21 ضمن السرب 11.
انشق عام 1966 ضمن عملية الماس، وتم تهريب كامل عائلته إلى إسرائيل. كان آشورياً يتبع الكنيسة الكلدانية الكاثوليكية، وتوفي بأزمة قلبية قرابة 1998.

## ما بعد العملية
بعد انشقاقه، أُعيد ترقيم طائرته باسم جيمس بوند دلالة على طريقة وصولها. أقلع بها الطيار التجريبي الإسرائيلي داني شابيرا في أول رحلة اختبارية، حيث تم تحليل أدائها ومقارنتها بالمقاتلات الإسرائيلية، ما منح الطيارين خبرة عملية في مواجهتها.
في مايو 1967، أعلن مدير CIA ريتشارد هيلمز أن إسرائيل استفادت من الطائرة، مشيراً إلى أن سلاح الجو الإسرائيلي أسقط 6 طائرات ميغ-21 سورية في 7 أبريل 1967 دون خسارة أي ميراج.
في يناير 1968، أُعيرت الطائرة للولايات المتحدة ضمن برنامج هل لديك دونات، ما ساهم في تمهيد الطريق لحصول إسرائيل على إف-4 فانتوم الثانية.

## في الثقافة الشعبية
فيلم اسرق السماء (1988) مستوحى من عملية الماس.